# Tillandsia simulata
Tillandsia simulata là một loài thực vật có hoa trong họ Bromeliaceae. Loài này được Small miêu tả khoa học đầu tiên năm 1933.